# Цитоль
Цитоль (від лат. cistella, «коробка») — старовинний середньовічний струнний музичний інструмент з резонансним корпусом, грифом та кілочками. Виготовляли інструмент з цілісного шматка дерева . Він був поширений у Західній Європі, в 13—14 століттях . На інструменті грали за допомогою великого плектра  виготовленого з дерева, кістки тварини або слонової кістки.

## Будова
Корпус цитолі набував різноманітних форм — від овального, зі злегка підкресленою талією, через лопатоподібні, з опущеними або піднятими плечима, до химерно вирізаного у формі листя падуба. Корпус мав чітко виражені боки, низьку частину корпусу, рівномірно піднімався до верху й переходив у тонку високу шийку з характерним боковим отвором, який дозволяв відпочити великому пальцю під час гри. Дека була плоскою або злегка куполоподібною, з одним здебільшого круглим звуковим отвором, прикрашеним розеткою. Струнотримач зазвичай розміщували в нижній частині корпусу  .
Цитоль був оснащений чотирма струнами з кишок, іноді трьома або п'ятьма. Їх натягували на гриф приблизно з шістьма дерев'яними ладами. Наприкінці своєї популярності, у 15-му столітті, струни іноді виготовлялися з дроту .

## Історія

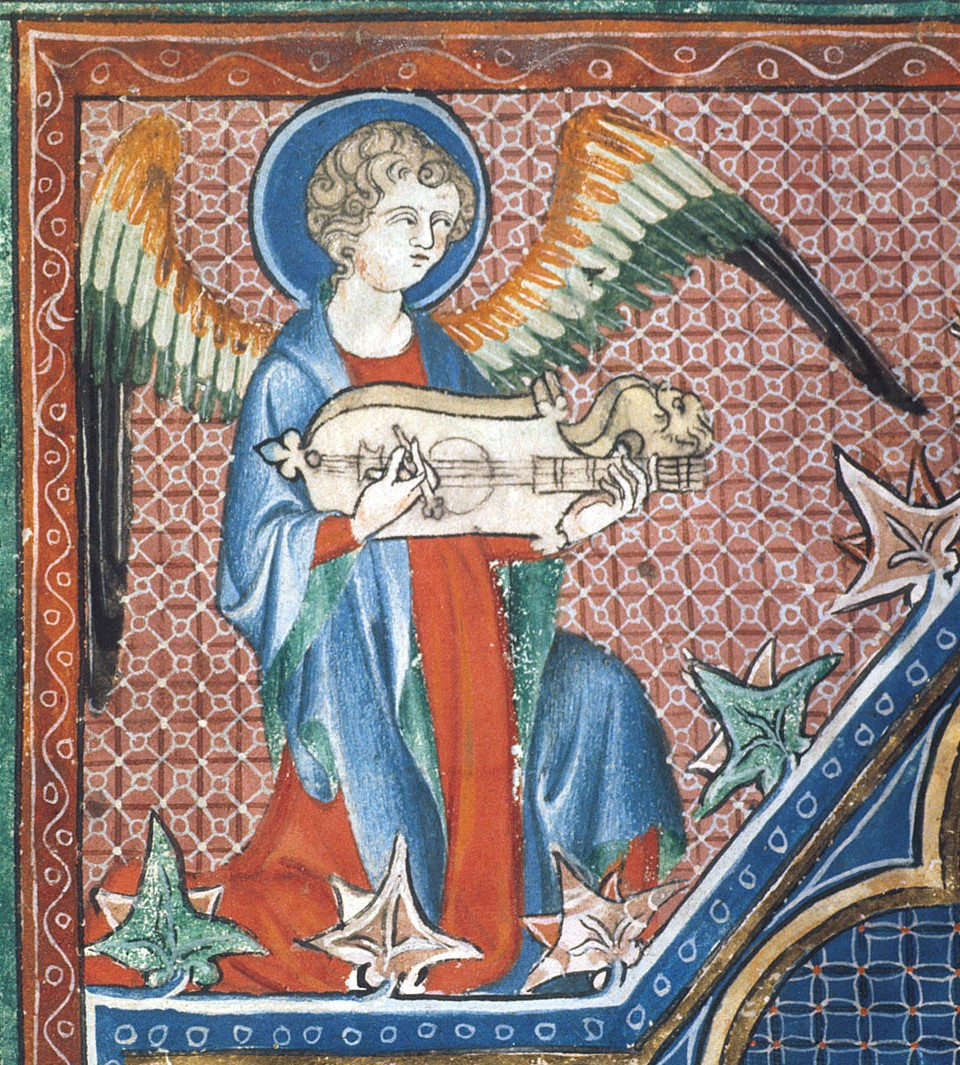
Ангел грає на цитолі — ілюстрація з Псалтиря Робера де Ліля з І ст. середина 14 ст.

Найстаріший збережений екземпляр цитолі можна знайти в колекції Британського музею — він датується початком 14 століття .
Дослідники не дійшли згоди щодо походження цитолі: за одними гіпотезами, інструмент розвинувся від цитари, за іншими — від фіделі . Цитоль був популярним у 13-му та 14-му століттях, але ілюстрації музикантів, які грають на такому інструменті з великим плектром, існують у рукописах 9-го та 10-го століть. Існує також невизначеність щодо регіону походження: найдавніші згадки з'явилися в аналогічний час на Піренейському та Апеннінському півостровах; у Франції — на початку 13 ст., в Німеччині — наприкінці 13 ст., в Англії — на початку 14 ст.   У середньовічній літературі та іконографії музикант, що грає на цитолі, часто зображується в компанії іншого гравця, що грає на фіделі .
У 15 столітті інструмент почав втрачати популярність; його конструкція розвинулася у формі, відомій як цистра . Останні згадки про цитоль походять з 16 століття, з регіонів Іспанії та Італії .